# Реабсорбция
Реабсорбция (лат. re обратное + лат. absorptio поглощение, всасывание) — обратное всасывание жидкости из полостей и полых анатомических структур организма. 
Термин часто употребляется для характеристики процессов, протекающих в выделительной системе животных во II фазу мочеобразования. В этом случае подразумевается активное поглощение различных веществ из первичной мочи обратно в кровь. В канальцах остаются продукты распада, в которых организм больше не нуждается, и те вещества, которые он сохранить не в состоянии (например, глюкозу при сахарном диабете).
Другие примеры реабсорбции в организме — реабсорбция спинномозговой жидкости из субарахноидального пространства, плевральной жидкости из плевральных полостей и т. д.